# Munthof (Avignon)

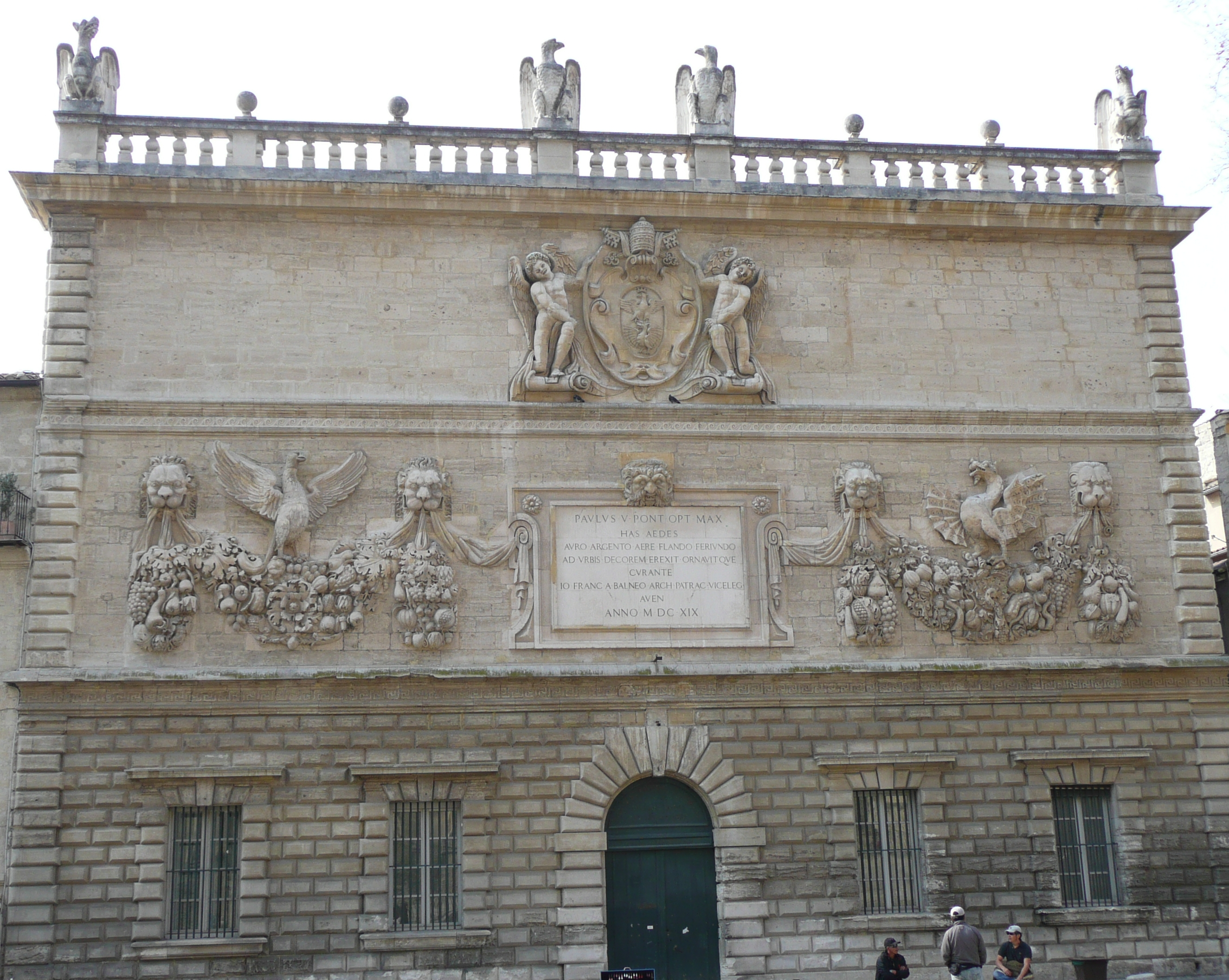
Voormalig Munthof van Avignon

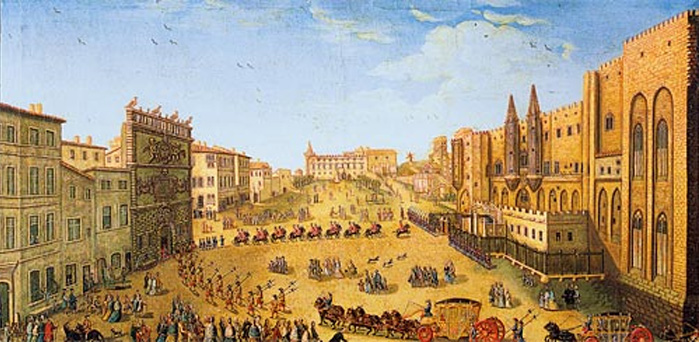
Rechts Pausenpaleis en links Munthof. De pauselijke cavalerie rijdt uit.

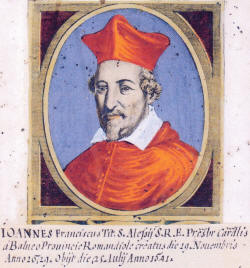
Bouwheer, de latere kardinaal di Bagni

Het Munthof (1619) in de Franse stad Avignon bevindt zich aan de Place du Palais, tegenover het Pausenpaleis. Destijds was Avignon een stadstaat bestuurd door de paus. Het gebouw fungeerde als Munthof voor pauselijke munten van 1619 tot 1760.

## Historiek

### Munthof
De bouw begon in 1614, op bestelling van Jean-François de Bagni, vice-legaat van de paus in Avignon. De Bagni was vice-legaat in Avignon van 1614 tot 1621, en maakte de afwerking van het Munthof mee. Hij was op dat moment titulair aartsbisschop van Patras. Later werd hij kardinaal. 
De stijl van het Munthof is Italiaans. De architect is onbekend, omdat de bouwplannen verloren gingen toen de troepen van koning Lodewijk XV lelijk huis hielden tijdens de Franse bezetting van Avignon (18e eeuw). Details over het bouwwerk moeten nog bewaard zijn in de Vaticaanse archieven.
Het gebouw is in een vierkant gebouwd met een groot binnenplein. Aan de voorzijde is de volledige eerste verdieping versierd met bas-reliefs. De voorgevel is 25 meter breed en 20 meter hoog. De bovenste 15 meter in de voorgevel telt geen enkele venster. 
In het Munthof werden de pauselijke munten geslagen voor Avignon, alsook voor het naburige graafschap Venaissin dat de paus eveneens bezat.

### Nadien
Vanaf 1760 werd het Munthof de kazerne van de pauselijke cavalerie. 
Met de Franse Revolutie en de annexatie van Avignon aan Frankrijk (1790) kreeg het Munthof andere functies. Het was achtereenvolgens kazerne van de  gendarmerie en, in de 19e eeuw, stadhuis, muziekconservatorium en brandweerkazerne. In 1862 werd het Munthof erkend als monument historique van Frankrijk; de goed bewaarde voorgevel speelde een rol in de erkenning.
Op het einde van de 20e eeuw liet de stad Avignon het Munthof restaureren. 
In 2018 verkocht de stad Avignon het Munthof en het aanpalende Hôtel Niel aan de achterzijde aan een particulier. Deze transformeerde de beide historische gebouwen in het hartje van Avignon tot hotel en shoppingcenter. Het binnenplein van het Munthof liet hij volledig overkappen.